# Lou Loeber
Louise Maria « Lou » Loeber, née le 3 mai 1894 à Amsterdam et morte le 2 février 1983 à Blaricum est une peintre, graveuse, dessinatrice, graphiste et illustratrice néerlandaise.

## Biographie
Lou Loeber grandit en tant qu'aînée de sept enfants du fabricant de papier Carl Gerhard Loeber (1865-1950) et de Charlotte Landré (1869-1936) dans une riche maison bourgeoise et protestante libérale à Amsterdam.
En 1901, la famille s'installe dans la Villa Zonnehoef, que Gerhard Loeber fait construire à la frontière entre Laren et Blaricum. Les enfants fréquentent l'école primaire fondée par leur père même. Lou Loeber passe son enfance dans un environnement libéral. Son père s'intéresse à l'art, en collectionne et fréquente les expositions. C'est ainsi que Lou Loeber développe ses ambitions artistiques en se rapprochant également des artistes de la région. 

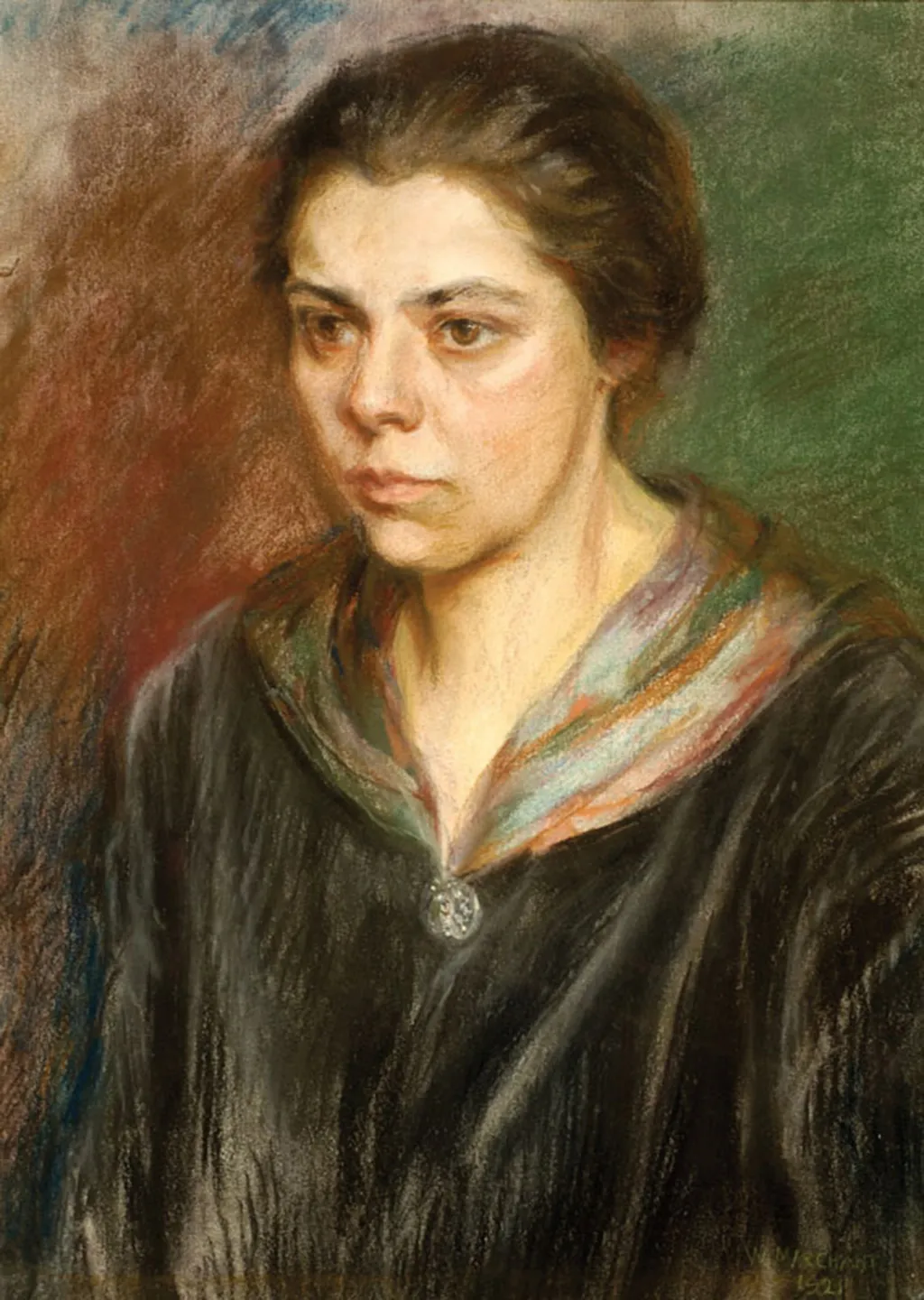
Portrait de Lou Loeber par Mien Marchant

Elle commence ses premiers cours de peinture en 1913 auprès de August LeGras et Co Breman afin de préparer l'examen d'entrée à la Rijksakademie van beeldende kunsten d'Amsterdam. Son père lui construit alors un atelier dans le jardin. 
Après une tentative infructueuse, elle entre dans cette école et y étudie de 1915 à 1918. Pendant cette période, elle vit dans l'internat pour filles dirigé par Suze Bauer, socialement engagée, ce qui lui fait s'intéresser à ce domaine également. Lou Loeber se lie d'amitié avec Elly Tamminga et Tine Denninghoff Stelling ainsi qu'avec l'écrivaine Carry van Bruggen. L'artiste met finalement fin à son cursus à l'académie, la jugeant trop conservatrice. 
En 1919, elle rencontre l'artiste Toon Verhoef qui a une grande influence sur elle car il la fait rentrer en contact avec les cubistes et le mouvement De Stijl. 
À partir des années 1920, Loeber réalise ses premières expositions et effectue plusieurs voyages d'études. Ceux-ci comprenaient un séjour de plusieurs mois à Eisenach en 1922, un voyage à travers l'Espagne et le Portugal en 1924 et des vacances en Belgique en 1923 et 1926. Ces voyages lui permettent de découvrir de nouvelles théories artistiques et d'en rencontrer les acteurs, notamment Walter Gropius au Bauhaus. 
En 1925, Loeber rejoint le parti social-démocrate (SDAP) (parti prédécesseur du Partij van de Arbeid) et en 1927, elle participe à la fondation du Cercle des artistes socialistes (SKK). Elle montre des œuvres à l'exposition internationale « Socialist art heden » organisée par le SKK en 1930 au Stedelijk Museum d'Amsterdam. Quatre ans plus tard, le SKK s'est dissous en raison d'un intérêt décroissant.  
En 1927, Loeber rencontre le peintre et astrologue Dirk Koning (1888-1978) et l'épouse quatre ans plus tard. Ils partagent le même mode de vie et travaillent ensemble. 
Pendant la guerre, Lou Loeber refuse d'adhérer au parti officiel des artistes et s'engage plutôt dans la résistance, ce qui l'empêche de beaucoup créer. 
À la fin de sa vie, elle organise des expositions rétrospectives de ses œuvres, puis décède le 2 février 1983. 

## Œuvre
Lou Loeber commence d'abord une formation académique qui la porte vers un certain naturalisme. Dès 1919, elle s'en détourne pour s'intéresser au cubisme, au mouvement De Stijl et à l'architecture de Le Corbusier. Elle considère Piet Mondrian et Bart van der Leck comme des modèles. Elle développe alors des formes géométriques qui s'accompagnent de couleurs primaires et en aplats. 
Son engagement socialiste a aussi un impact dans sa création. Elle lit beaucoup à ce sujet et au lien de ce mouvement avec l'art. Elle peint alors les thèmes de l'industrie et du monde du travail.  
À partir des années 1920, elle réalise des croquis lors de ses voyages à l'étranger, qui serviront ensuite de base à de nombreuses peintures, notamment des paysages. 
Pour que l'achat de ses œuvres reste abordable, elle fait des copies de ses peintures. 
Son travail d'après-guerre se concentre sur une abstraction plus personnelle et lyrique. Malgré la non figuration de ses peintures, elle a toujours mis en valeur certains thèmes. 